# Miho Museum

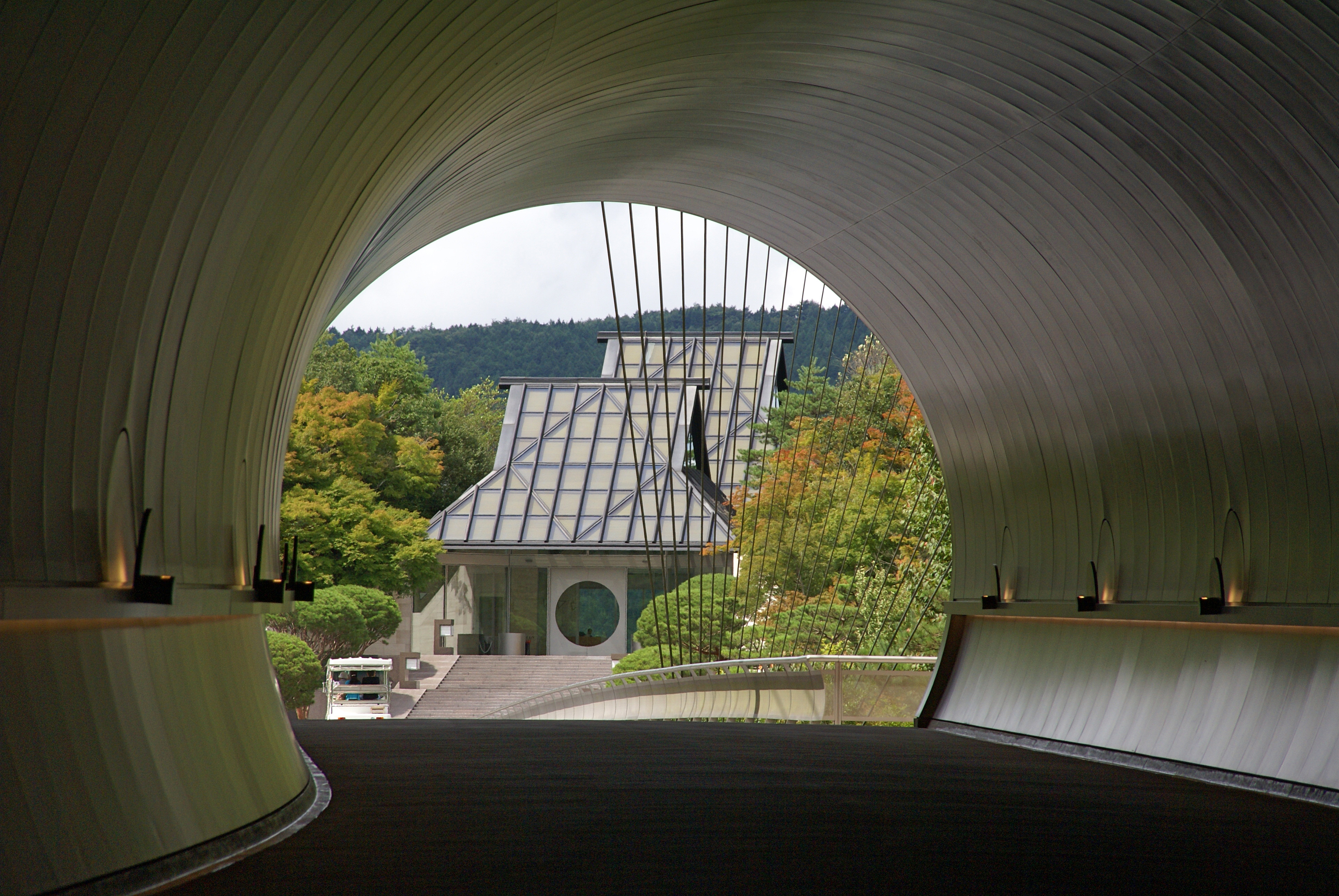
Miho Museums entré, sedd från gångtunneln

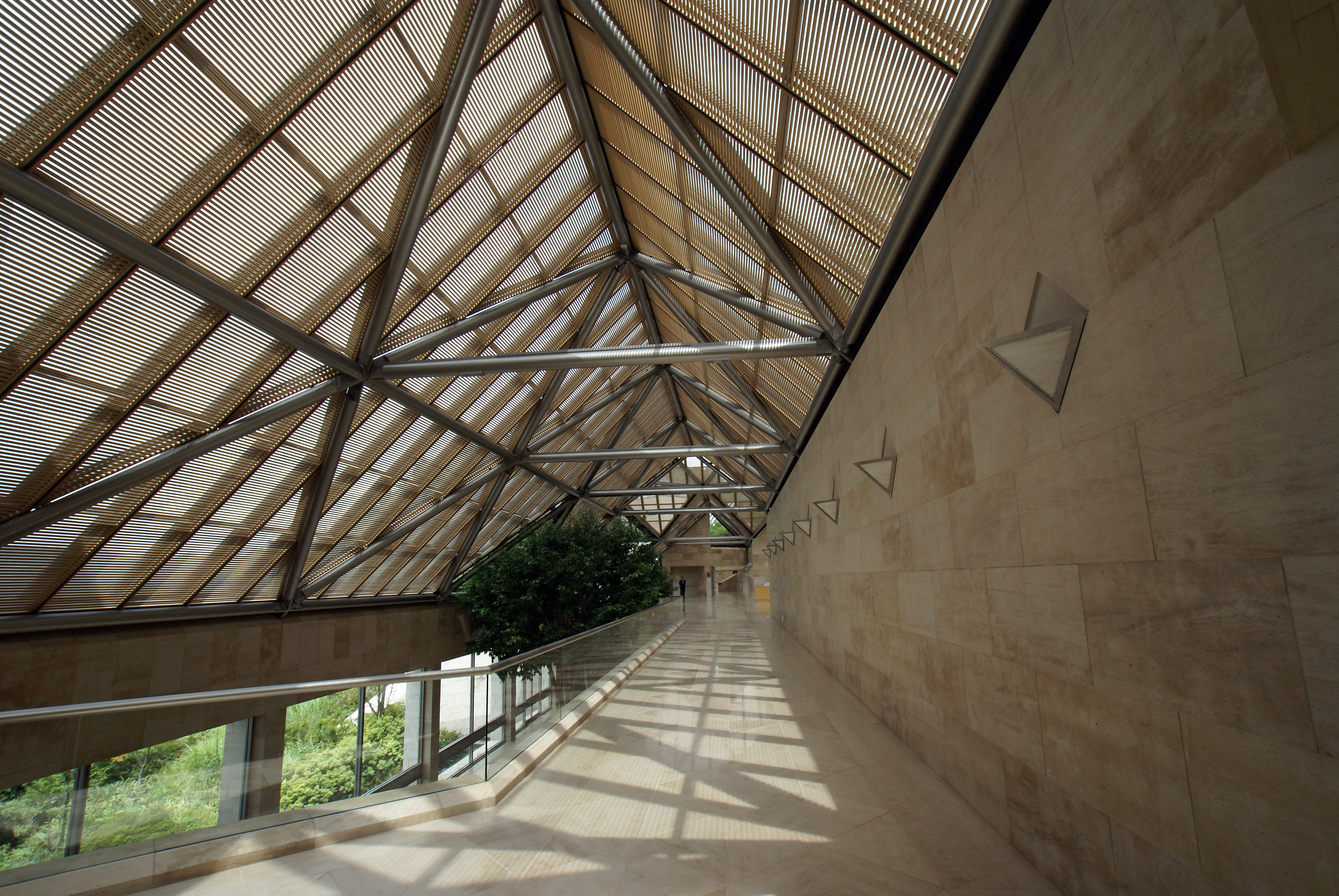
Interiör i Miho Museum

Miho Museum är ett japanskt konstmuseum nära staden Kōka i prefekturen Shiga.  
Miko Museum grundades av Mihoko Koyama (1910-2003), som var arvtagerska till det familjeägda textilföretaget Toyobo och en av sin samtids rikaste  kvinnor i Japan, och öppnade 1997. Hon var grundare av den religiösa rörelsen Shinji Shūmeikai. 

## Konstsamlingen
Miho Museum har en omfattande samling av klassisk konst från olika kulturer i Asien, Egypten, Grekland och Rom, till stor del baserad på inköp på den internationella konstmarknaden under 1990-talet.

## Byggnaden
Museets arkitekt I. M. Pei hade tidigare ritat ett högt fristående klocktorn i Shumeis andliga centrum vid byn Misono, inom synhåll från museet. I.M. Pei anlitades också för museet, vilket han utformade konceptuellt på basis av berättelsen om Persikoblomskällan av den kinesiske poeten Tao Qian.
Museet ligger i ett bergigt och skogigt landskap och är inbyggt i en bergstopp. Ungefär tre fjärdedelar av byggnadsvolymen på 17.400 m2 ligger under markytan. Byggnaden är interiört och exteriört klädd med en beige kalksten från Magny Doré i Frankrike, samma sten som Pei tidigare använde för entrélokalerna i Louvren. Taket består av glas och stålrör i en konstruktion baserat på triangulära former.
I enlighet med berättelsen om Persikoblomskällan närmar sig besökarna museet genom att passera först en plantering av persikoträd och sedan en tunnel, som går genom en närliggande bergsrygg. Tunneln mynnar ut i en hängbro, upphängd i ena sidan, som leder över en djup ravin till den bredvidliggande bergsrygg där museet ligger. Museet har byggts genom att en stor del av berget tagits bort, byggnaderna konstruerats och jord sedan lagts på igen och planterats med ursprunglig vegetation. Endast mindre ytor är exponerade på sidorna och på ovansidan.